# كاتيا فلينت
كاتيا فلينت (بالألمانية: Katja Flint)‏ هي ممثلة ألمانية، ولدت في 11 نوفمبر 1959 في ألمانيا.

## وصلات خارجية
- كاتيا فلينت على موقع IMDb (الإنجليزية)
- كاتيا فلينت على موقع روتن توميتوز (الإنجليزية)
- كاتيا فلينت على موقع مونزينجر (الألمانية)
- كاتيا فلينت على موقع ألو سيني (الفرنسية)
- كاتيا فلينت على موقع ميوزك برينز (الإنجليزية)
- كاتيا فلينت على موقع أول موفي (الإنجليزية)
- كاتيا فلينت على موقع قاعدة بيانات الأفلام السويدية (السويدية)
- كاتيا فلينت على موقع ديسكوغز (الإنجليزية)
- كاتيا فلينت على موقع قاعدة بيانات الفيلم (الإنجليزية)
- كاتيا فلينت على موقع ليتربوكسد (الإنجليزية)